# Honister Pass
Honister Pass is een bergpas in het Engelse Lake District. Hij ligt op de B5289 die Seatoller in de vallei van Borrowdale verbindt met Gatesgarth aan het zuidelijk einde van Buttermere. De bergpas bereikt een hoogte van 356 m met hellingspercentages tot 25%. Op het hoogste punt van de pas ligt de Honister Slate Mine en de Honister Hause jeugdherberg waarbij hause het Cumbrisch woord is voor het hoogste punt van een bergpas.
Via voetpaden vanaf de Honister Slate Mine kan met de berg Fleetwith Pike in het westen bereiken, Grey Knotts in het zuiden en Dale Head in het noorden. Ten noorden van de Honister Pass ligt de Newlands Pass.
Hier viel in 2015 341,4 mm regen tussen 4 december, 18 uur en 5 december, 18 uur. Honister Pass vestigde daarmee het vierentwintiguurregenvalrecord in het Verenigd Koninkrijk.

## Galerij

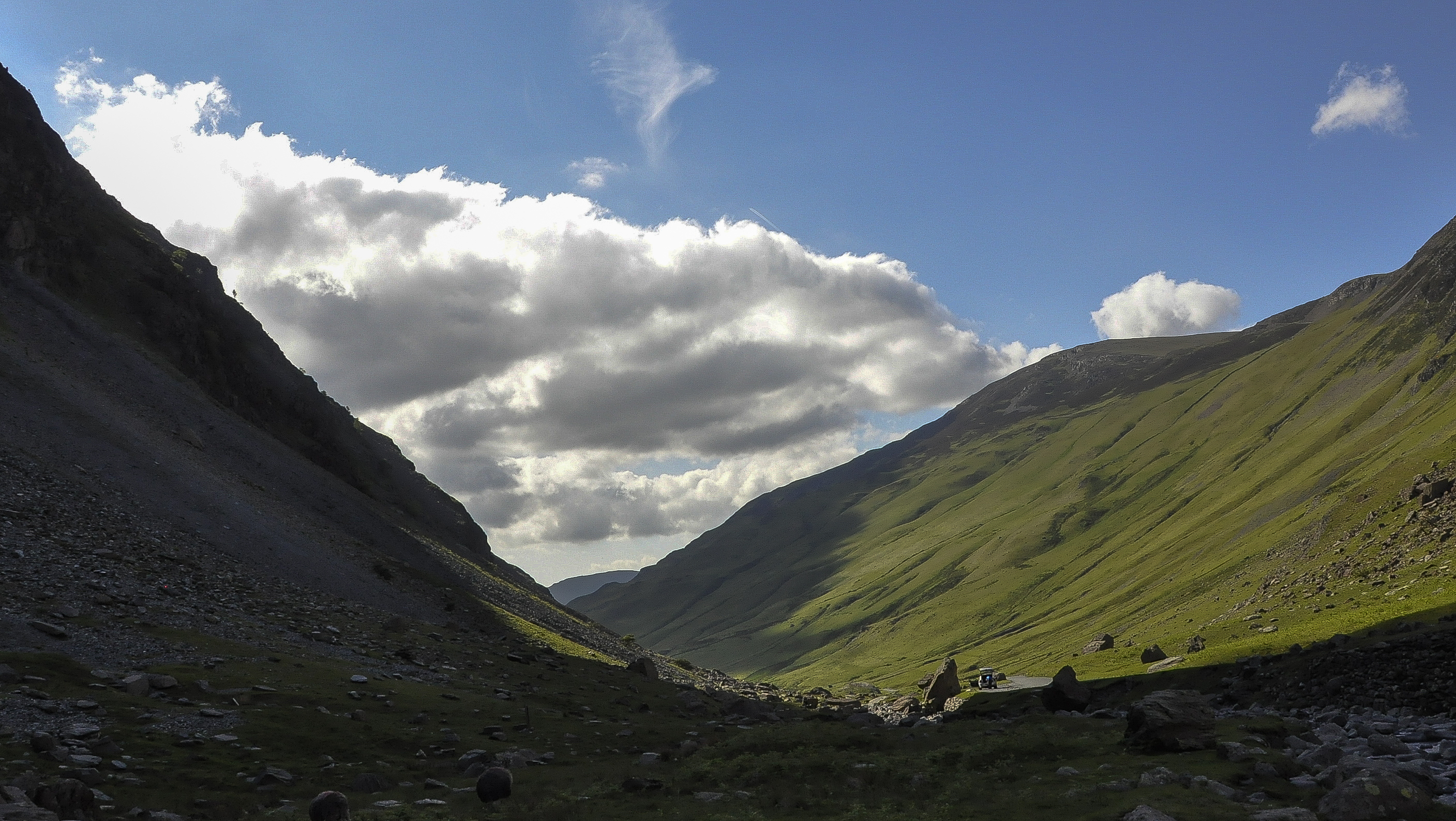
Een deel van de noordelijke zijde van de Honister Pass
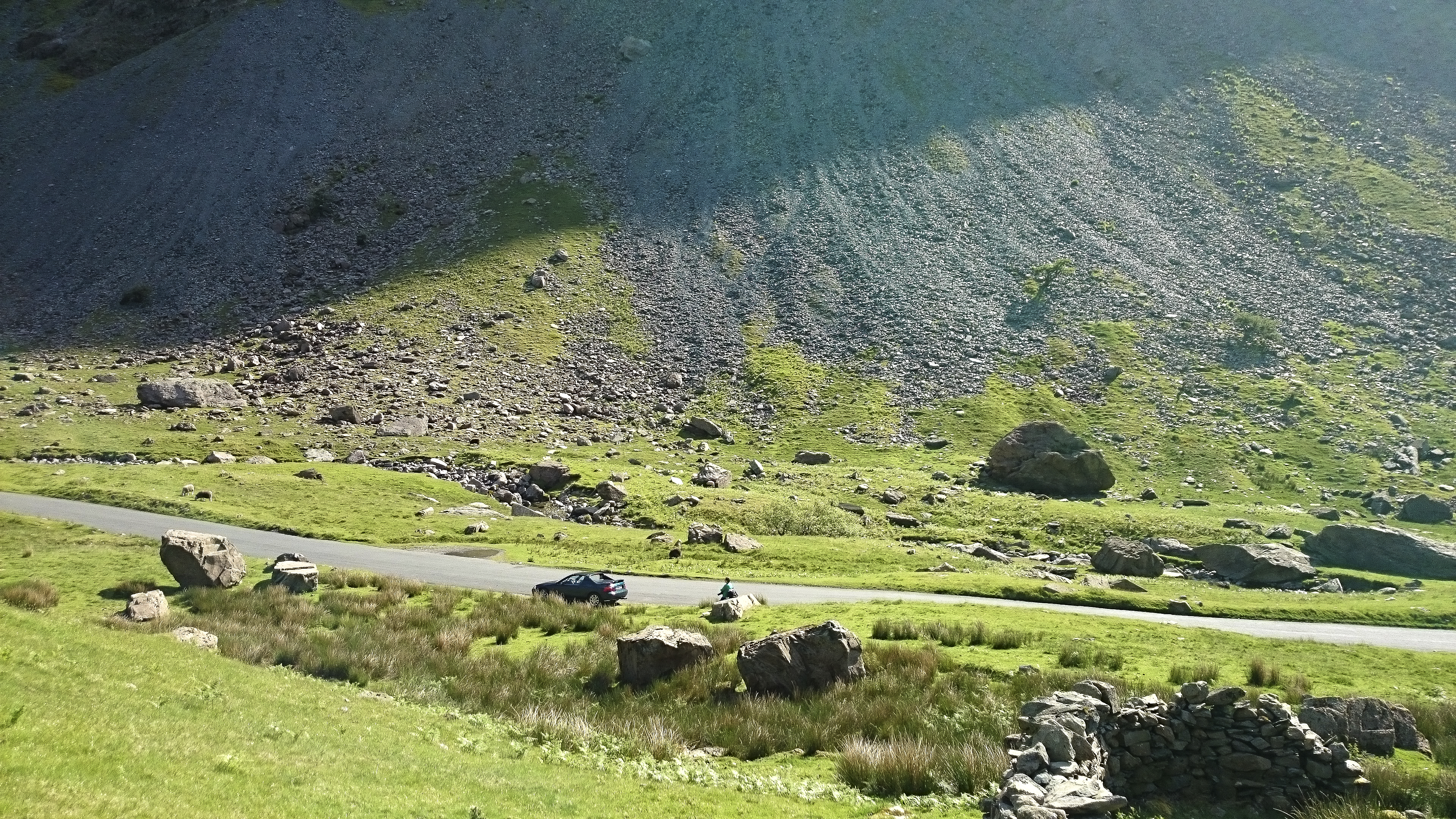
Honister Pass
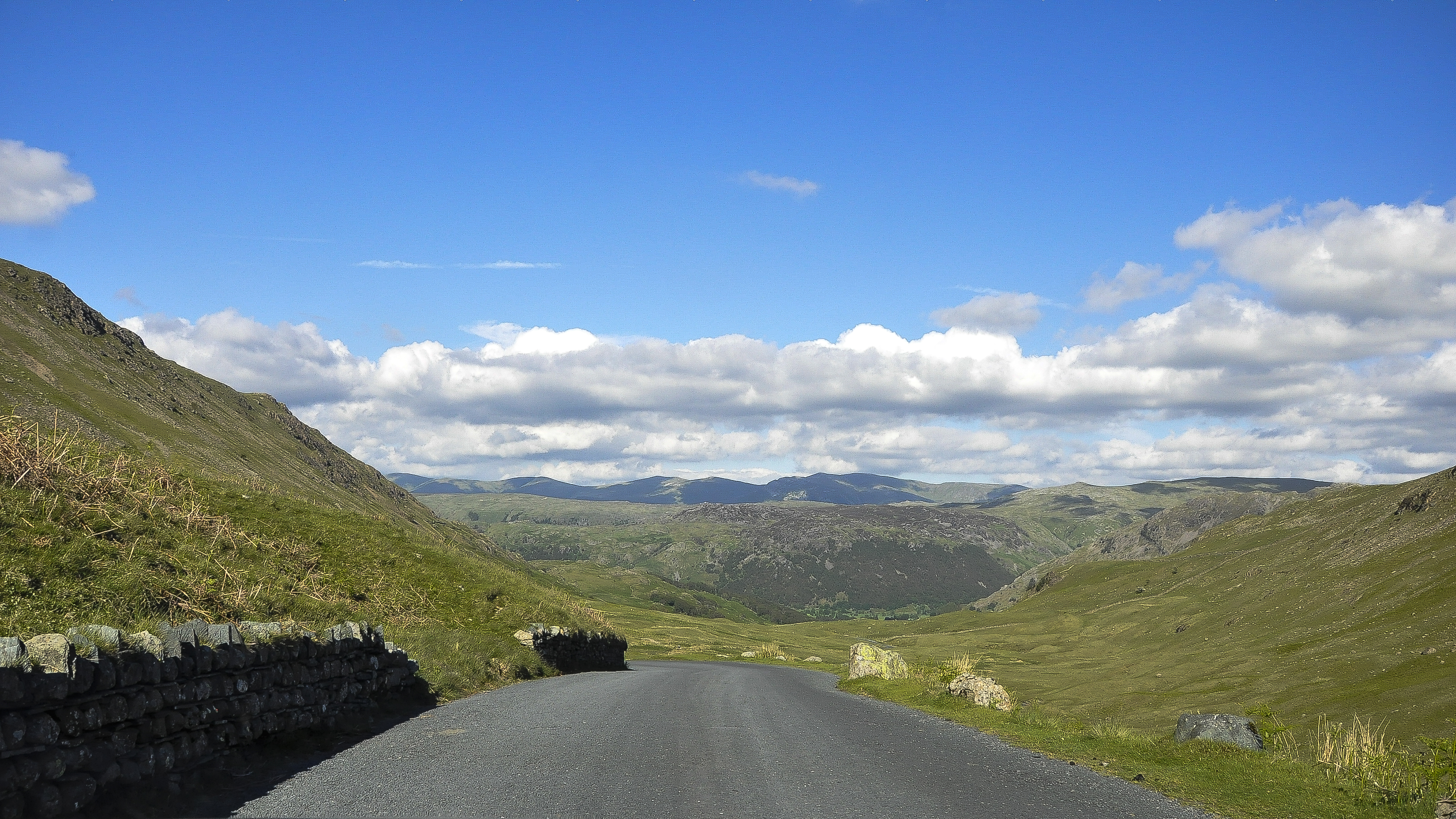
De zuidelijke zijde van Honister Pass